# Політична белетристика

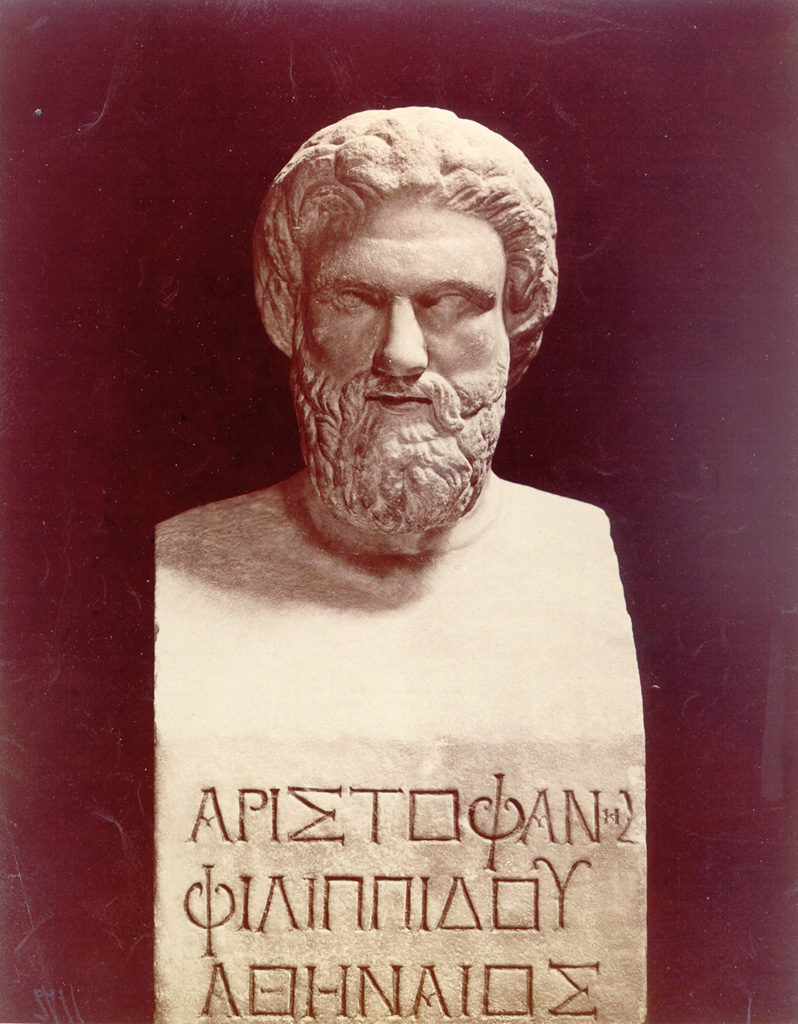
Арістофан

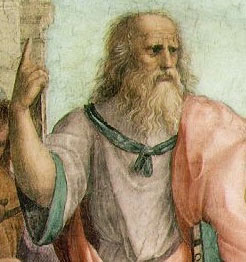
Платон

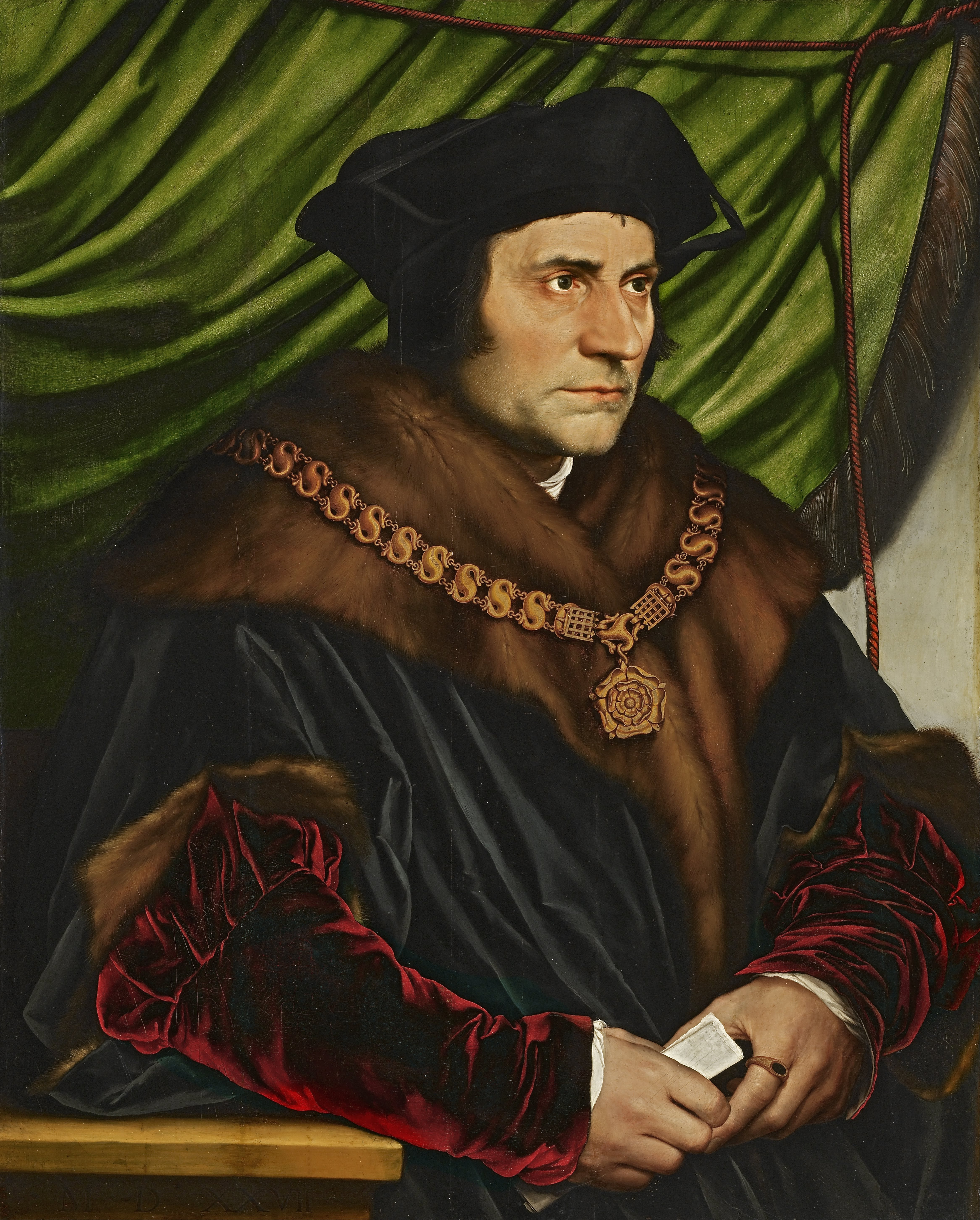
Томас Мор

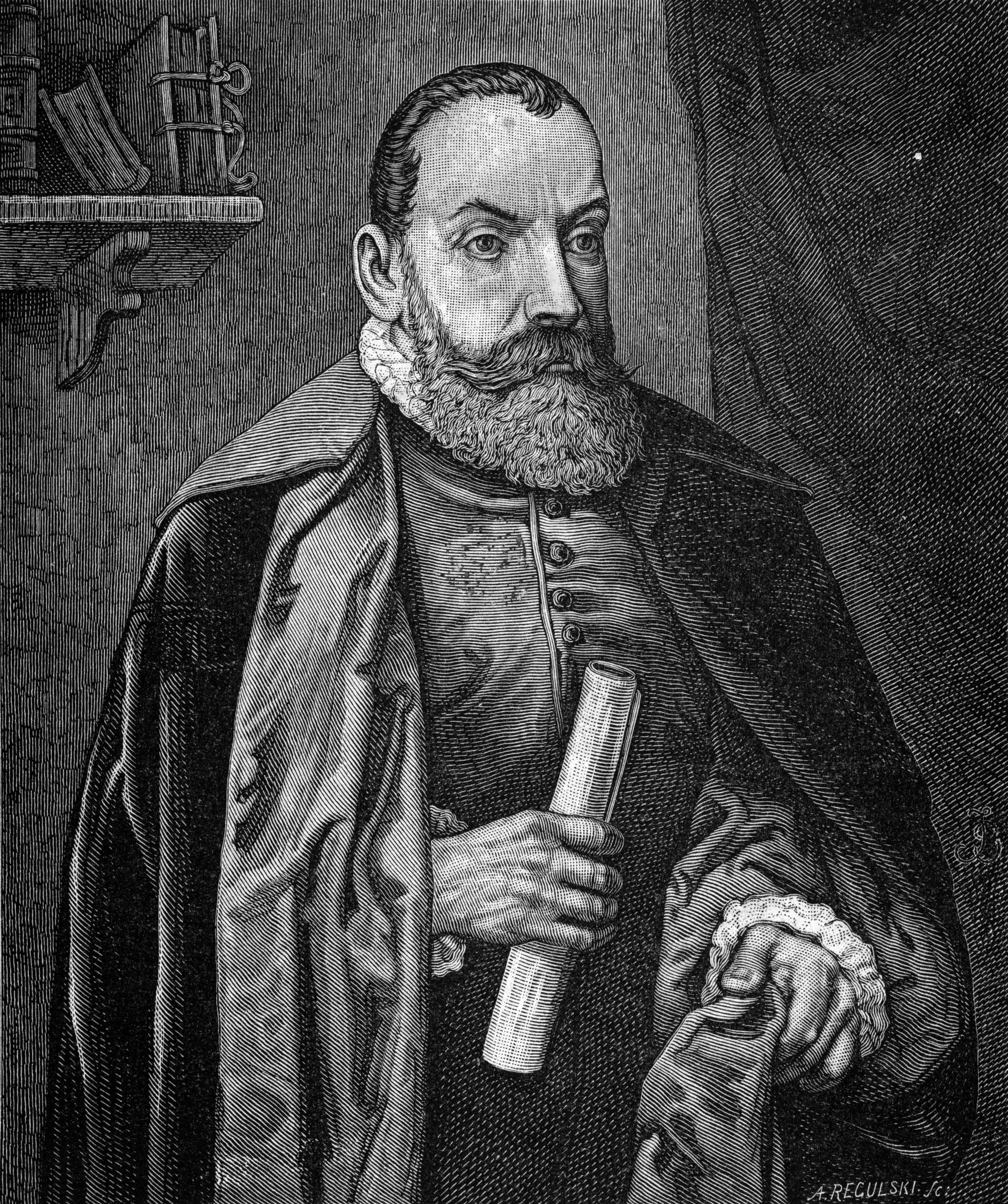
Ян Кохановський

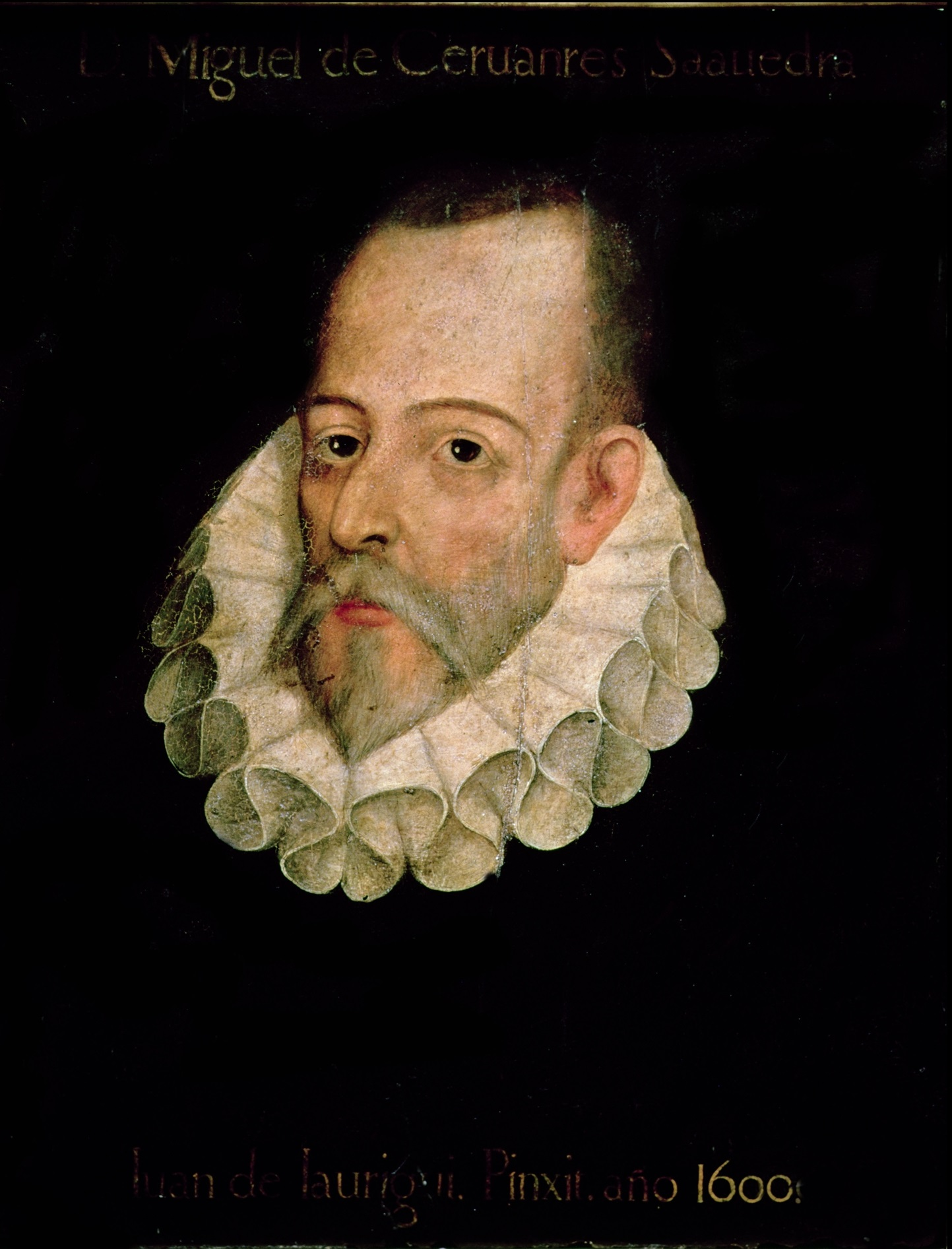
Мігель де Сервантес

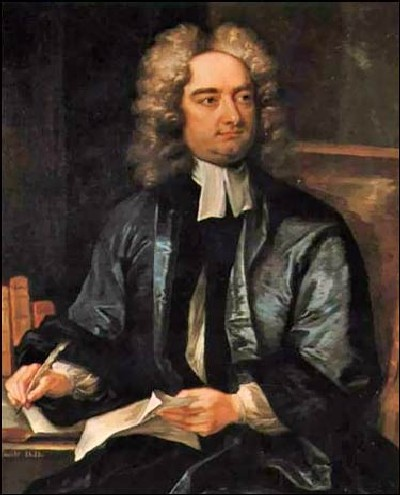
Джонатан Свіфт

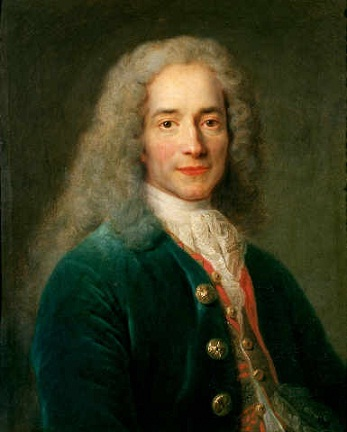
Вольтер

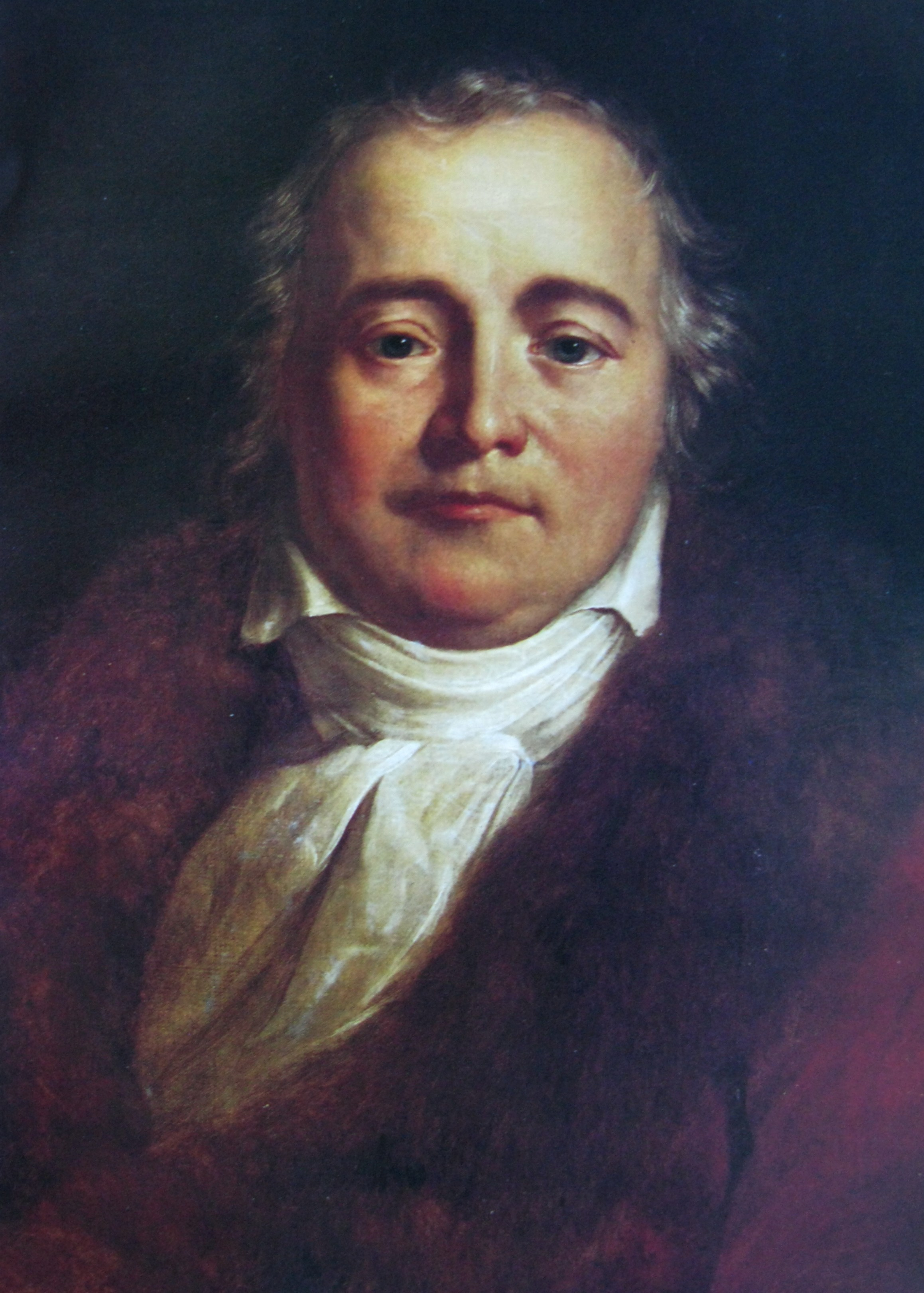
Юліан Урсин Нємцевич

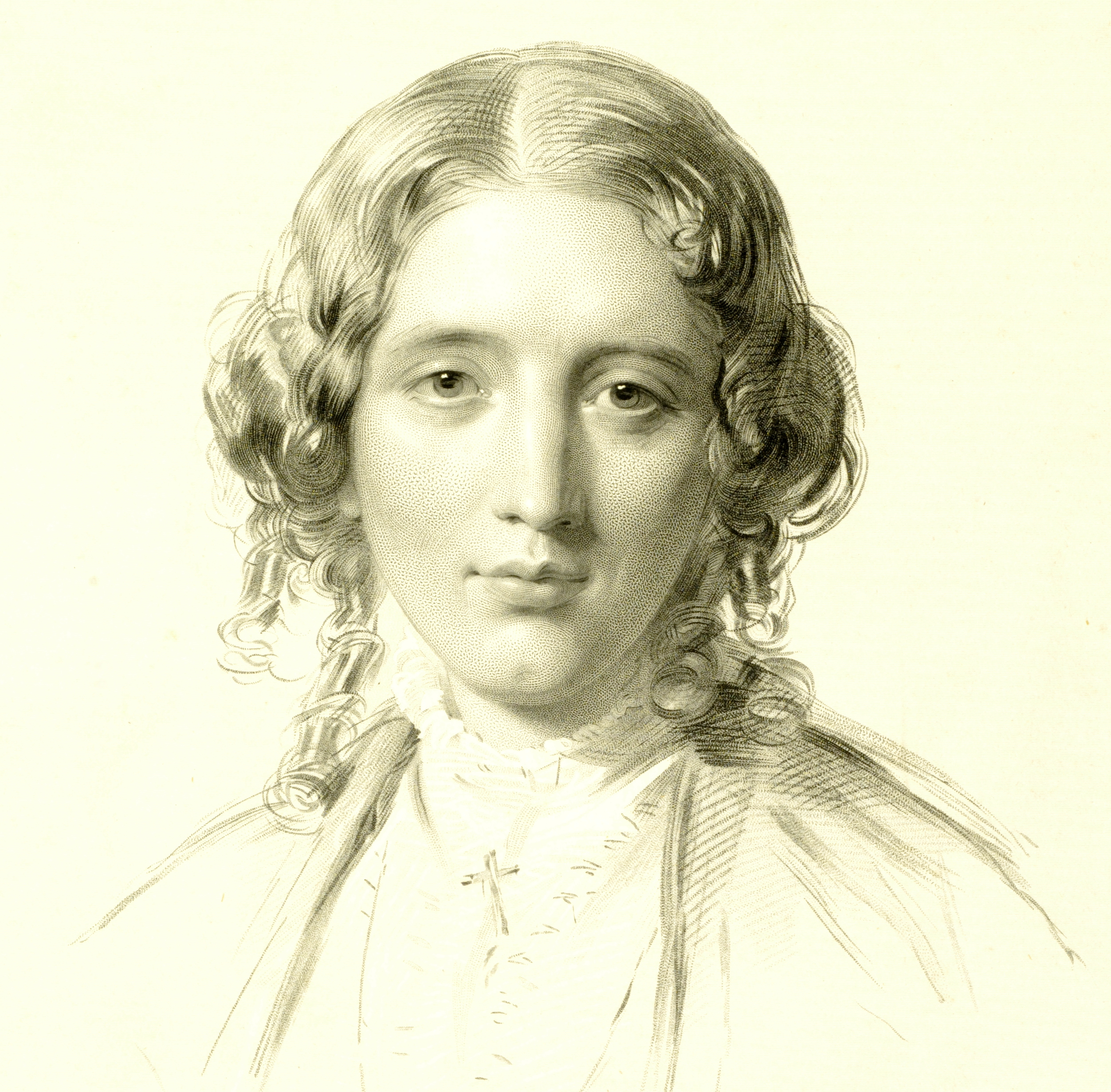
Гаррієт Бічер-Стоу

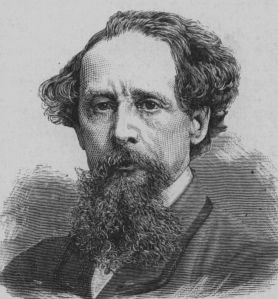
Чарльз Дікенс

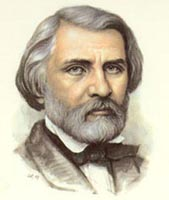
Іван Тургенєв

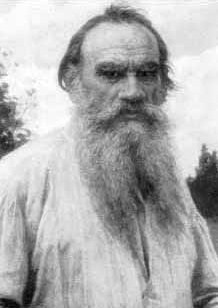
Лев Толстой

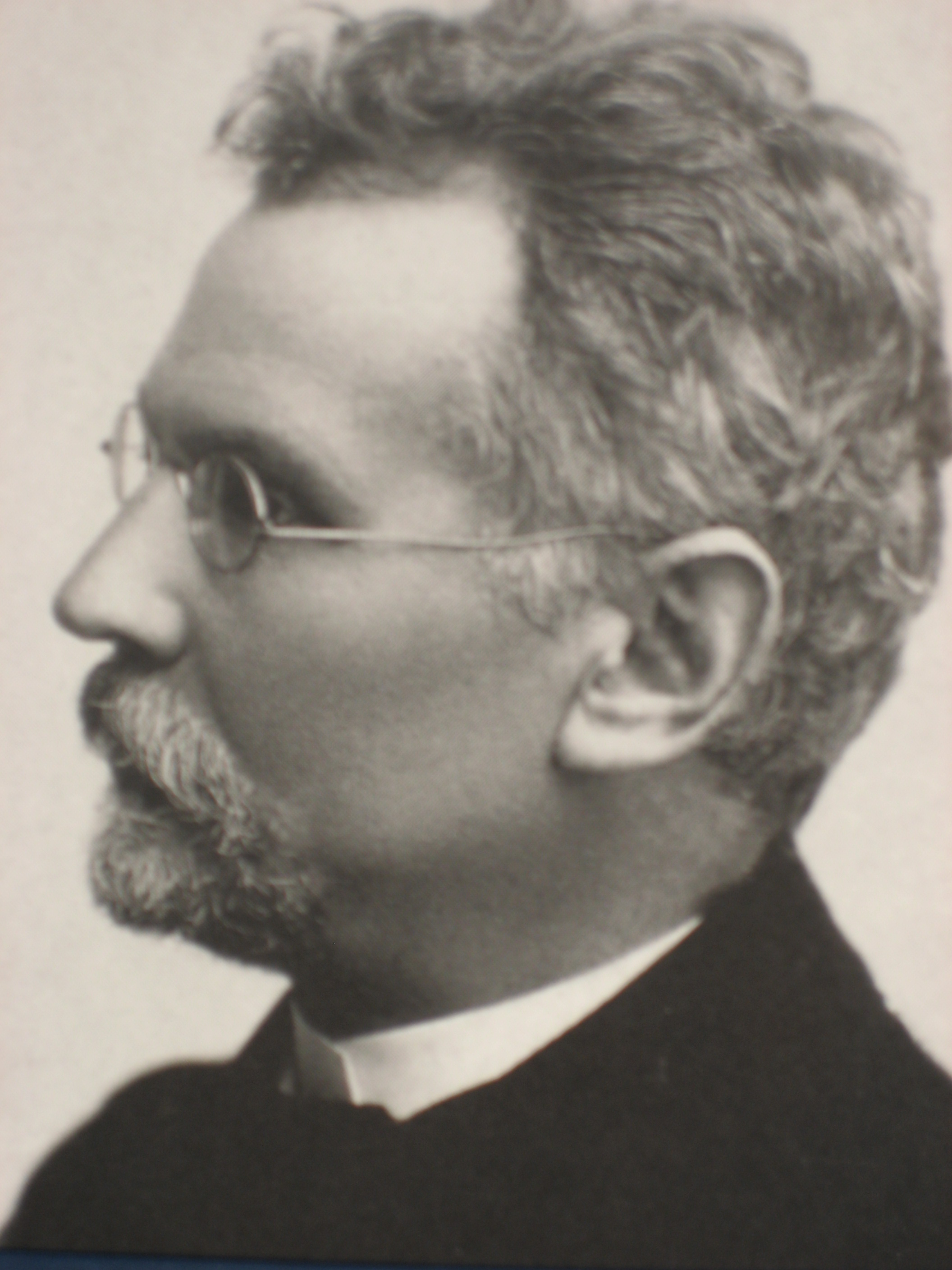
Болеслав Прус

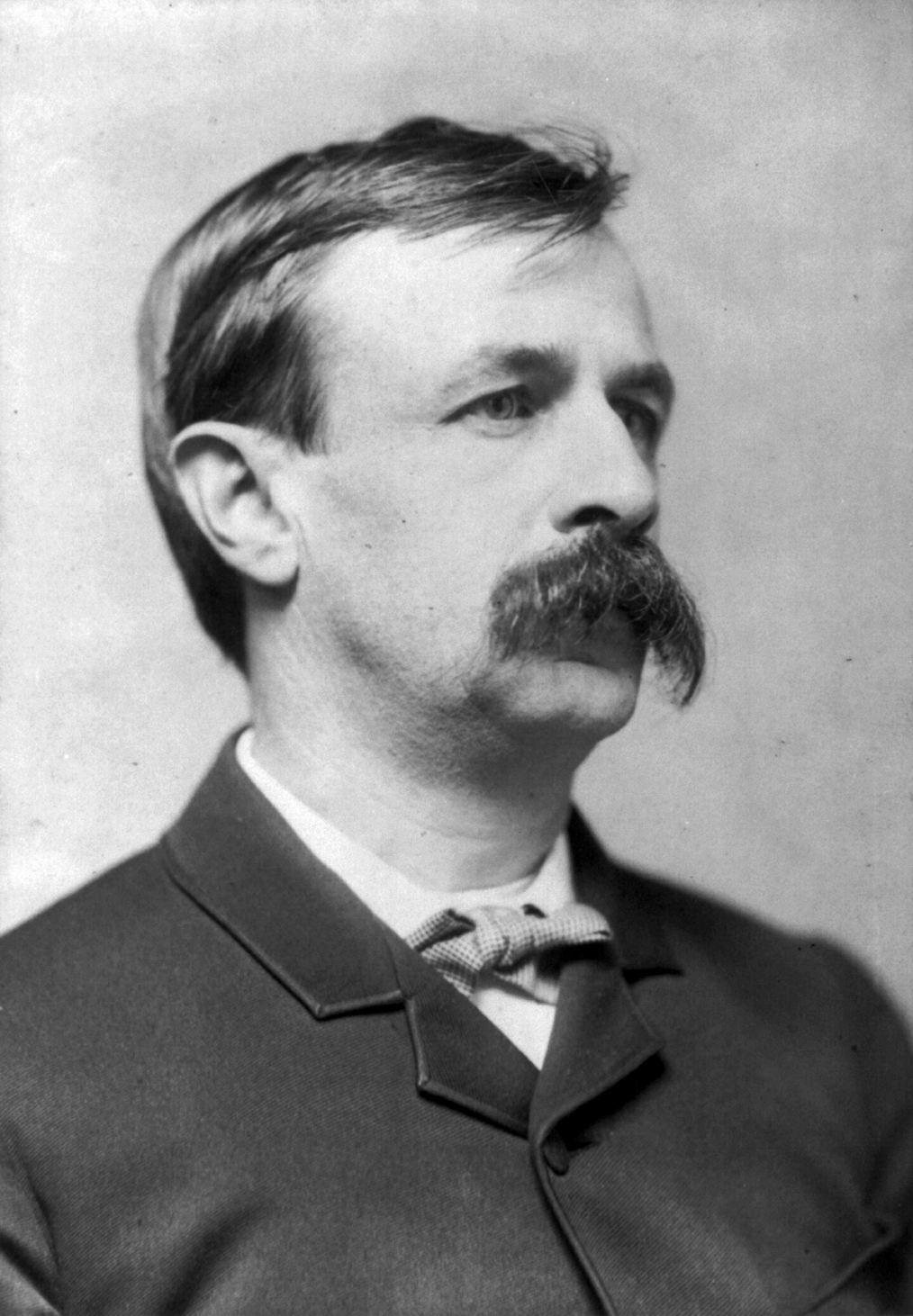
Едвард Белламі

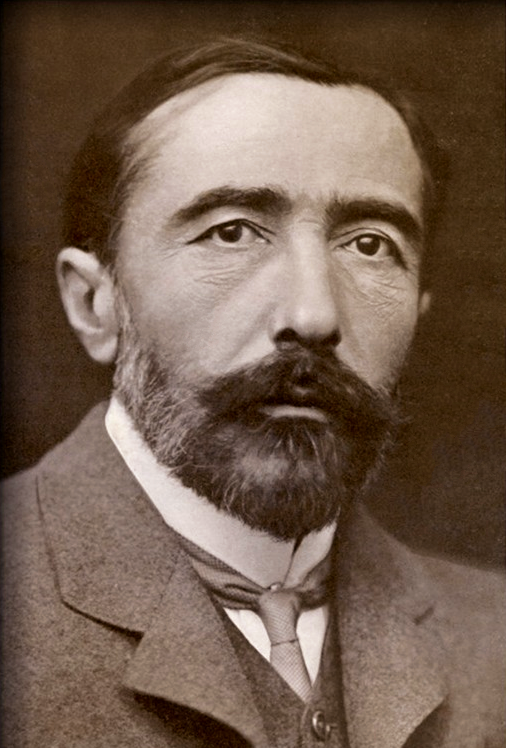
Джозеф Конрад

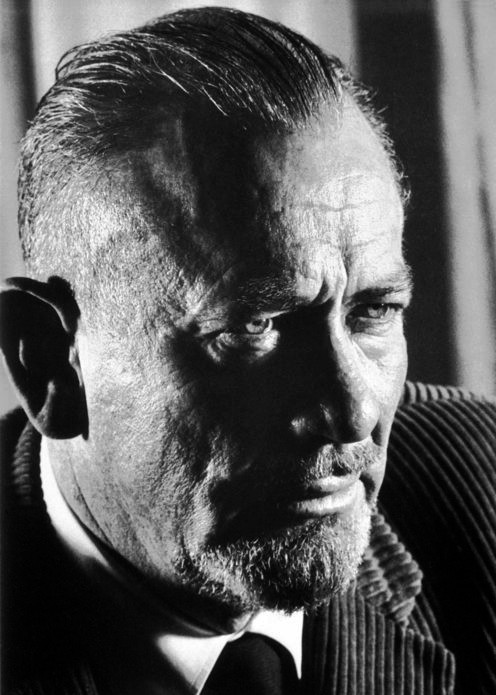
Джон Стейнбек

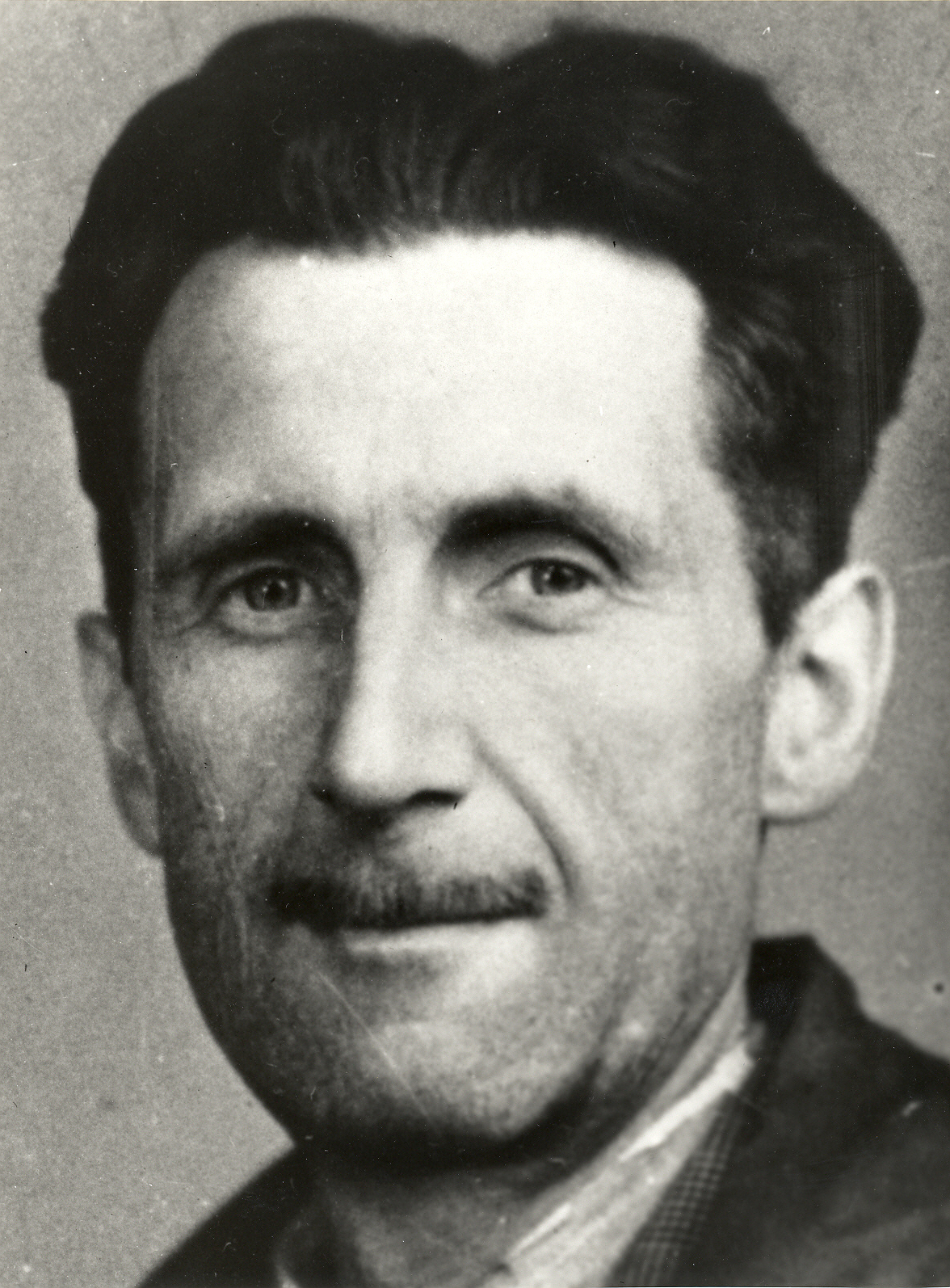
Джордж Орвелл

Політична фантастика використовує наратив для коментування політичних подій, систем і теорій. Твори політичної фантастики, такі як політичні романи, часто «прямо критикують існуюче суспільство або представляють альтернативну, навіть фантастичну реальність». Політичний роман збігається з соціальним романом, пролетарським романом і соціальною фантастикою.
«Республіка» Платона, діалог Сократа, написаний близько 380 року до нашої ери, був одним із найвпливовіших у світі творів філософії та політичної теорії, як інтелектуально, так і історично. «Республіка» презетує правосуддя (δικαιοσύνη), порядок і характер справедливого міста-держави та справедливої людини. Інші впливові твори на політичну тематику включають «Утопію» Томаса Мора (1516), «Мандри Гуллівера» Джонатана Свіфта (1726), «Кандид» Вольтера (1759) і «Хатину дядька Тома» Гаррієт Бічер Стоу (1852).
Політична фантастика часто використовує сатиру, часто в утопічних і антиутопічних жанрах. Прикладом є тоталітарні антиутопії початку ХХ століття, такі як «Залізна п'ята» Джека Лондона, «У нас це неможливо» Сінклера Льюїса та «1984» Джорджа Орвелла.

## Політична сатира
П'єси грецького драматурга Арістофана відомі своєю політичною та соціальною сатирою, зокрема його критикою могутнього афінського стратега Клеона в таких п'єсах, як «Вершники». Арістофан також відомий переслідуваннями, яких він зазнав. П'єси Арістофана звернені до образів бруду та хвороби. Його непристойний стиль перейняв грецький драматург-комік Менандр, чия рання п'єса «П'янство» містить нападки на політика Каллімедона.
«Скромна пропозиція» Джонатана Свіфта (1729) — це сатиричне есе ювеналів XVIII століття, в якому він припускає, що збіднілі ірландці можуть полегшити свої економічні проблеми, продаючи своїх дітей як їжу для багатих джентльменів і леді. Сатирична гіпербола висміює бездушне ставлення до бідних, а також політику Великої Британії щодо ірландців загалом.
«Колгосп тварин» Джорджа Орвелла (1945) — це алегорична та антиутопічна новела, яка сатирично описує російську революцію 1917 року та сталінську епоху Радянського Союзу. Орвелл, демократичний соціаліст, був критиком Йосипа Сталіна і вороже ставився до керованого Москвою сталінізму — ставлення, яке сформувалося його досвідом під час громадянської війни в Іспанії. Радянський Союз, на його думку, став жорстокою диктатурою, побудованою на культі особи та підкріпленою пануванням терору. Орвелл описав свою «Колгосп тварин» як «сатиричну історію проти Сталіна», а у своєму есе «Чому я пишу» (1946) він писав, що «Колгосп тварин» був першою книгою, в якій він спробував, з повною свідомістю того, ким він є роблячи, «злити політичну мету та мистецьку мету в одне ціле».
Проте найвідомішим твором Орвелла є «1984» (опублікований у 1949 році), багато термінів і концепцій якого, як-от «Великий брат», «дводумство», «думкозлочин», «новомова», «Кімната 101», «телеекран», «2 + 2 = 5» і «діра в пам'яті», увійшли в загальний вжиток. «1984» популяризував прикметник «орвелліанський», який описує офіційний обман, таємне спостереження та маніпулювання записаною історією тоталітарною чи авторитарною державою.

## Романи XVI століття
П'єса поета Яна Кохановського «Звільнення грецьких посланців» (1578), перша трагедія, написана польською мовою, розповідає про випадок, що призвів до Троянської війни. Його тема про обов'язки державного діяча актуальна й донині.
Книга «Утопія» (1516), написана сером Томасом Мором, розповідає про історію іншого світу порівняно з тим, у якому вони живуть. Король Англії Генріх VIII посилає персонажа Томаса Мора для переговорів щодо торгівлі англійською вовною. Там він зустрічає чоловіка на ім'я Рафаель Гітлодей. Це людина, яка була на острові на Утопії. Він пояснює Мору, як їхня філософія полягає в тому, щоб знайти щастя, і як вони живуть разом, ділячись усім, що мають; це суспільство, де грошей немає. Що дуже відрізняється від того, як керували Англією.

## Романи XVІІI століття
Політична комедія «Повернення депутата» (1790) Юліана Урсина Нємцевича — польського поета, драматурга, державного діяча та соратника Тадеуша Костюшка — була написана приблизно за два тижні, коли Нємцевич був депутатом історичного Чотирирічного сейму 1788–92 рр. Прем'єра комедії в січні 1791 року мала величезний успіх, викликавши широкі дебати, королівські комюніке та дипломатичне листування. Як і сподівався Нємцевич, це створило основу для прийняття епохальної Конституції Польщі від 3 травня 1791 року, яка вважається першою в Європі та другою у світі сучасною письмовою національною конституцією після Конституції Сполучених Штатів, прийнятої в 1789 році. Комедія протиставляє прихильників і противників політичних реформ: скасування дестабілізуючих вільних виборів польських королів; скасування законодавчо деструктивного liberum veto; про надання більших прав селянам і міщанам; обмеження привілеїв переважно корисливого шляхетського стану; сприяння активнішій ролі Речі Посполитої в міжнародних справах в інтересах припинення розорення сусідів: Росії, Пруссії та Австрії (які в 1795 році завершать розчленування Речі Посполитої). Романтичний інтерес створює суперництво між реформатором і консерватором за руку молодої дівчини, яке виграє прихильник реформ.

## Романи XIХ століття
Раннім прикладом політичного роману є італійський історичний роман «Заручені» (1827) Алессандро Мандзоні. Події відбуваються в 1628 році на півночі Італії. Це були часи складних років прямого іспанського правління, які іноді сприймаються як прихований натяк на Австрійську імперію, яка контролювала Італію на момент написання роману. Його називають найвідомішим і найпопулярнішим романом італійською мовою.
У 1840-х роках британський політик Бенджамін Дізраелі написав трилогію романів на політичні теми. У романі «Конінгсбі або Нове покоління» (1844) Дізраелі, на думку історика Роберта Блейка, «наповнив жанр роману політичною чутливістю, сповідуючи віру в те, що майбутнє Англії як світової держави залежить не від самовдоволеної старої гвардії, а від молодих, ідеалістично налаштованих політиків». Після «Конінгсбі» вийшов роман «Сибіла або Дві нації» (1845), ще один політичний роман, менш ідеалістичний і більш реалістичний, ніж його попередник; підзаголовок «Дві нації» вказував на величезну економічну та соціальну прірву між привілейованими верствами населення та знедоленими робітничими класами. Останній з політичної трилогії романів Дізраелі, «Танкред або Новий хрестовий похід» (1847), пропагував роль Англіканської церкви у відродженні занепалої духовності Британії.
Іван Тургенєв написав «Батьків і дітей» (1862) як відповідь на зростаючий культурний розкол, який він бачив між російськими лібералами 1830-х і 1840-х років, і зростаючий російський нігілістичний рух серед їхніх синів. І нігілісти, і ліберали 1830-х років прагнули соціальних змін у Росії на основі Заходу. Крім того, ці два способи мислення протиставлялися слов'янофілам, які вважали, що шлях Росії лежить через її традиційну духовність. Роман Тургенєва став причиною популяризації терміну «нігілізм», який став широко вживаним після виходу роману.
Дія роману польського письменника Болеслава Пруса «Фараон» (1895) розгортається в Єгипті –1087–85 рр. до н. е., коли ця країна переживає внутрішні стреси та зовнішні загрози, кульмінацією яких стане падіння її Двадцятої династії та Нового царства. Молодий головний герой Рамзес дізнається, що ті, хто кидає виклик владі, вразливі до кооптивації, спокушання, підкорення, наклепу, залякування та вбивства. Можливо, головним уроком, який із запізненням засвоїв Рамзес як фараон, є важливість знань для влади. Бачення Пруса падіння стародавньої цивілізації частково черпає свою силу з глибокого усвідомлення автором остаточної загибелі Речі Посполитої в 1795 році, за століття до того, як він завершив «Фараона». Це політичне усвідомлення, яке Прус поділився зі своїм на 10 років молодшим співвітчизником-романістом Джозефом Конрадом, який був шанувальником творів Пруса. «Фараон» був перекладений на 20 мов і адаптований як польський художній фільм 1966 року. Також відомо, що це була улюблена книга Йосипа Сталіна.

## Романи XХ століття
Джозеф Конрад написав кілька романів на політичну тематику: «Ностромо» (1904), «Таємний агент» (1907) і «Під західними очима» (1911). Дія роману «Ностромо» (1904) розгортається на тлі політичних потрясінь у вигаданій південноамериканській країні Костагґуана, де довіреного італійського вантажника Джованні Баттіста Фіданца — однойменного роману «Ностромо» (італ. «наша людина») — отримує доручення від власника срібних копалень англійського походження Чарльза Ґульда вивезти срібло Ґульда за кордон, щоб воно не потрапило до рук революціонерів. Роль політики є першочерговою у «Таємному агенті», оскільки головний герой, Верлок, працює на квазіполітичну організацію. Змова знищити Гринвіцьку обсерваторію сама по собі анархічна. Володимир стверджує, що бомбардування «має бути суто руйнівним» і що анархісти, які будуть залучені як архітектори вибуху, «повинні дати зрозуміти, що [вони] мають рішучість повністю вичистити все соціальне творіння». Однак політична форма анархізму врешті-решт контролюється в романі: єдиний передбачуваний політично мотивований акт організований таємною урядовою установою. Третій політичний роман Конрада «Під західними очима» пов'язаний з російською історією. Його перша аудиторія прочитала його на тлі невдалої революції 1905 року та в тіні рухів та поривів, які мали оформитися як революції 1917 року. Попередня новела Конрада «Серце темряви» (1899) також мала політичний підтекст, оскільки описувала європейські колоніальні розграбування в Африці, свідком яких Конрад був під час роботи в Бельгійському Конго.
Роман Джона Стейнбека «Грона гніву» (1939) — це зображення тяжкого становища бідняків. Однак деякі сучасники Стейнбека нападали на його соціальні та політичні погляди. Брайан Кордяк пише: «Стейнбек зазнав нападу як пропагандист і соціаліст як з лівого, так і з правого боку політичного спектру. Найлютіші з цих нападів походили від каліфорнійської Асоціації фермерів; вони були незадоволені описом у книзі ставлення каліфорнійських фермерів до мігрантів та їх поведінки щодо них. Вони засудили книгу як „нагромадження брехні“ і назвали її „комуністичною пропагандою“». Деякі звинувачували Стейнбека в перебільшенні табірних умов, щоб підкреслити політичну точку зору. Стейнбек відвідав табори задовго до публікації роману і стверджував, що їх нелюдська природа зруйнувала дух поселенців.
«Тихий американець» (1955) англійського письменника Ґрема Ґріна ставить під сумнів основи зростаючої участі Америки у В'єтнамі у 1950-х роках. Роман отримав велику увагу завдяки передбаченню результатів війни у В'єтнамі та подальшої американської зовнішньої політики з 1950-х років. Ґрем Ґрін зображує американського чиновника на ім'я Пайл як такого засліпленого американською винятковістю, що він не може бачити лиха, які він завдає в'єтнамцям. У книзі використано досвід Ґріна як військового кореспондента Tаймс і Ле фігаро у Французькому Індокитаї в 1951–54 роках.
Гей-плейс (1961) — це набір новел на політичну тематику з переплетеними сюжетами та героями американського письменника Біллі Лі Браммера. Кожна новела розгортається в штаті без назви, ідентичному Техасу, і в ній є різні герої: Рой Шервуд, член законодавчих зборів штату; Ніл Крістіансен, молодший сенатор штату; і Джей Макґоун, автор промов губернатора. Сам губернатор, Артур Фенстемакер, майстерний політик (який, як кажуть, ґрунтувався на наставнику Браммера Ліндоні Джонсоні), є домінуючою фігурою у всьому. У книзі також є персонажі Браммера, його дружини Надін, дружини Джонсона Ледікорівки та його брата Сема Г'юстона Джонсона. Книгу широко визнали одним із найкращих американських політичних романів, коли-небудь написаних.

## Романи XХІ століття
З 2000 року спостерігається сплеск літератури про трансатлантичних мігрантів французькою, іспанською та англійською мовами з новими оповіданнями про політичні теми, пов'язані з глобальним боргом, трудовими зловживаннями, масовою міграцією та екологічними кризами на Глобальному Півдні. Політична фантастика сучасних романістів із країн Карибського басейну, Африки на південь від Сахари та Латинської Америки кидає безпосередній виклик політичному лідерству, системному расизму й економічним системам. Фату Діом, сенегальська іммігрантка, яка живе у Франції з 1990-х років, пише політичну фантастику про свій досвід на непривітних кордонах Франції, де домінує біла християнська культура. Робота гваделупської письменниці Маріз Конде також стосується колоніалізму та гноблення; її найвідоміші назви — Сеґу (1984) і Сеґу II (1985). Дія романів розгортається в історичному місті Сеґу (нині частина Малі). Романи досліджують насильницьку спадщину работоргівлі, ісламу, християнства та колонізації (з 1797 по 1860 рік). Смілива критикиня президентства Ніколя Саркозі, французька письменниця Марі Ндіай отримала Гонкурівську премію за «Трьох сильних жінок» (2009) про патріархальний контроль в суспільстві.

## Пролетарський роман
Пролетарський роман написаний робітниками, переважно для інших робітників. Воно збігається й іноді є синонімом роману робітничого класу, соціалістичного роману, соціально-проблемного роману (також проблемного роману, соціологічного роману або соціального роману), пропагандистського чи тезового роману і роману соцреалізму. Намір письменників пролетарської літератури полягає в тому, щоб підняти робітників із нетрів, надихнувши їх прийняти можливості соціальних змін або політичної революції. Таким чином, це форма політичної фантастики.
Пролетарський роман може коментувати політичні події, системи та теорії, і його часто розглядають як інструмент просування соціальних реформ чи політичної революції серед робітничих класів. Пролетарську літературу створюють особливо комуністичні, соціалістичні та анархічні автори. У ньому розповідається про життя бідних, і багато таких романів породив період з 1930 по 1945 роки. Проте пролетарські твори виходили і до, і після цих дат. У Британії терміни «література робітничого класу» вживається більш загально.

## Соціальний роман
Близьким типом роману, який часто має політичний вимір, є соціальний роман — також відомий як «соціально-проблемний» або «соціально-протестний» роман — «художній твір, у якому переважаюча соціальна проблема, така як гендерні, расові чи класові забобони драматизуються через їх вплив на героїв роману». Більш конкретні приклади соціальних проблем, які розглядаються в таких роботах, включають бідність, умови на фабриках і шахтах, важке становище дитячої праці, насильство над жінками, зростання злочинності та епідемії, спричинені перенаселенням і поганими санітарними умовами в містах.
Чарльз Діккенс був запеклим критиком бідності та соціального розшарування вікторіанського суспільства. Карл Маркс стверджував, що Діккенс «видав світові більше політичних і соціальних істин, ніж було виголошено всіма професійними політиками, публіцистами та моралістами разом узятими». З іншого боку, Джордж Орвелл у своєму есе про Діккенса писав: «Немає чітких ознак того, що він хоче, щоб існуючий порядок було повалено, або що він вірить, що це мало б велике значення, якби його повалили. Бо насправді його метою є не стільки суспільство, скільки „людська природа“».
Другий роман Діккенса «Олівер Твіст» (1839) шокував читачів своїми образами бідності та злочинності: він знищив полеміку середнього класу про злочинців, унеможливлюючи будь-яке прикидання незнання того, що тягне за собою бідність. Дія твору Чарльза Діккенса «Важкі часи» (1854) розгортається в невеликому промисловому містечку Мідлендс і особливо критикує вплив утилітаризму на життя робітничого класу міста. Через дослідження важливих соціальних питань Джон Раскін назвав «Важкі часи» своїм улюбленим твором Діккенса. Волтер Аллен охарактеризував «Важкі часи» як неперевершену «критику індустріального суспільства».

## Примітні приклади
Це список кількох ранніх або помітних прикладів; інші належать до основного списку
- Панчатантра (бл. 200 р. до н. е.) Вішнушармана
- Дон Кіхот (1605) Мігеля де Сервантеса
- Сімпліцій Сімпліцисімус (1668) Ганса Якоба Крістоффеля фон Гріммельсгаузена
- Подорож паломника (1678) Джона Буньяна
- Перські листи (1721) Монтеск'є
- Історія та пригоди атома (1769) Тобіаса Смоллетта
- Байки та притчі (1779) Ігнація Красицького
- Партизанський лідер (1836) Натаніеля Беверлі Такера
- Барнабі Рудж (1841) Чарльза Діккенса
- «Повість про двоє міст» (1859) Чарльза Діккенса
- Романи Паллізера (1864—1879) Ентоні Троллопа
- Біси (1872) Федора Достоєвського
- Позолочений вік (1876) Марка Твена та Чарльза Дадлі Ворнера
- Демократія: американський роман (1880) Генрі Адамса
- Принцеса Казамассіма (1886) Генрі Джеймса
- Бостонці (1886) Генрі Джеймса
- Воскресіння (1899) Лев Толстой
- NEQUA або Проблема віків (1900) Джек Адамс
- Стара нова земля (1902) Теодор Герцль
- Мати (1906) Максима Горького
- Джунглі (1906) Аптона Сінклера
- Петербург (1913) Андрія Бєлого
- Філантропи в рваних штанях (1914) Роберта Тресселла
- Тема (1914) Генріха Манна
- Процес (1925) Франца Кафки
- Замок (1926) Франца Кафки
- Котлован (1930) Андрія Платонова
- Кар'єра Нікодема Дизми (1932) Тадеуша Доленги-Мостовича
- Волден два (1948) Берреса Фредеріка Скіннера
- Темно-зелений, яскраво-червоний (1950) Ґора Відала
- Атлант розправив плечі (1957) Айн Ренд
- Маньчжурський кандидат (1959) Річарда Кондона
- Комедіанти (1966) Ґрема Ґріна
- Раковий корпус (1967) Олександра Солженіцина
- Вашингтон, округ Колумбія (1967) Ґора Відала
- Берр (1973) Ґора Відала
- Шоколадна війна (1974) Роберта Корм'є
- Партизани (1975) Відьяхара Сураджпрасада Найпола
- Реґтайм (1975) Едгара Лоуренса Доктороу
- 1876 (1976) Ґора Відала
- Вайнленд (1990) Томаса Пінчона
- Вперед з півострова! (2005) Рю Муракамі
- Окупований (2015); Маленький голос (2016); Гроші Сила Любов (2017) Джосс Шелдон

### Наукова фантастика
- Зоряний десант (1959) Роберта Гайнлайна
- Прекрасний новий світ (1932) Олдоса Гакслі
- Позбавлені власності: неоднозначна утопія (1974), Урсули Ле Гуїн
- Марсіанська трилогія (1990-ті) Кіма Стенлі Робінсона